# NGC 7392
NGC 7392 este o emission-line galaxy[*] situată în constelația Vărsătorul. A fost descoperită în 11 septembrie 1787 de către William Herschel. Se află la o distanță de 39,81 de megaparseci de Pământ.